# Какія Скала

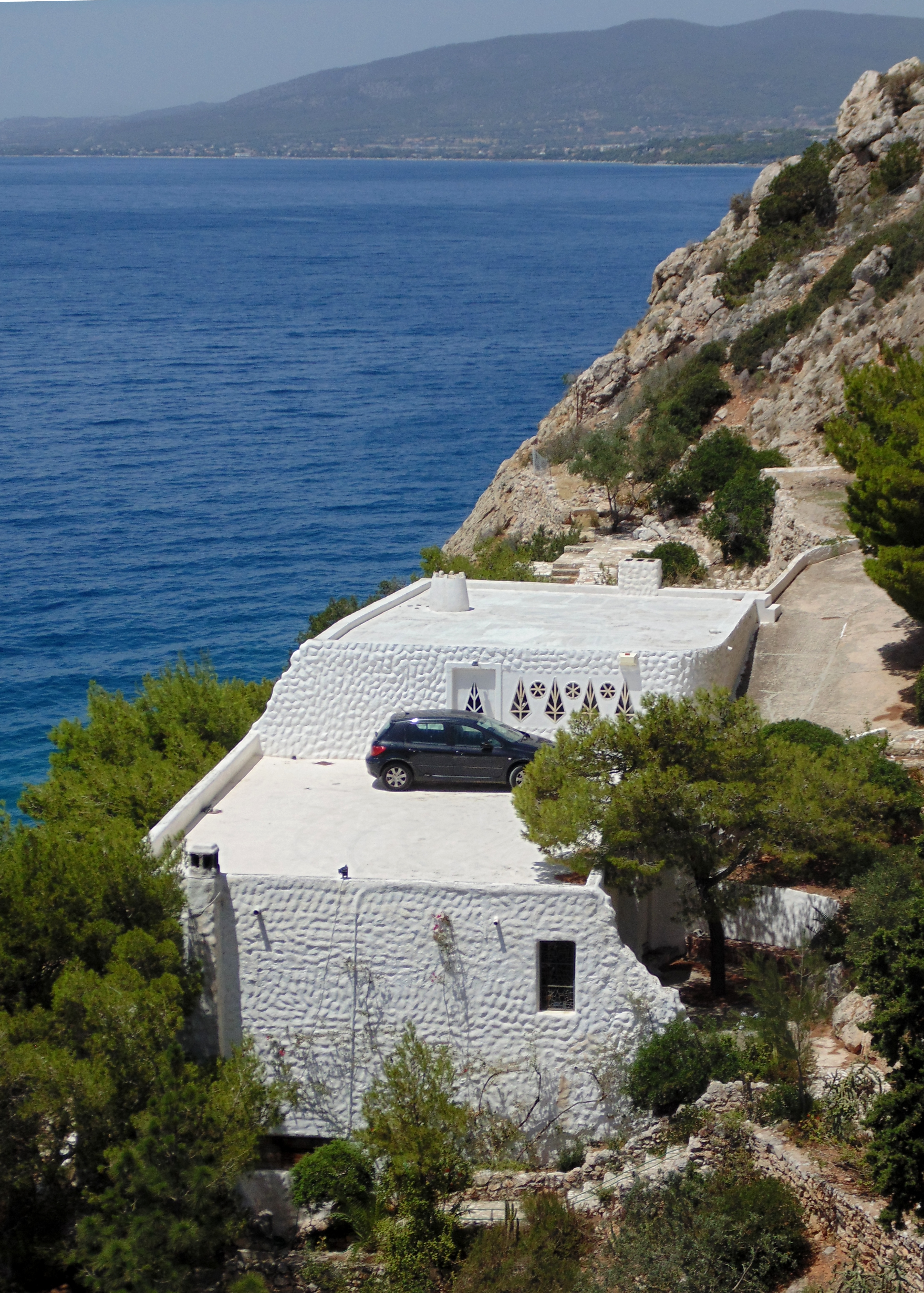
Музей Скіроніо

Какія Скала (грец. Κακιά Σκάλα, досл. «Погані Сходи») — місцевість у грецькій області Мегарида (ном Західна Аттика) на північно-західному узбережжі Саронічної затоки. Розташована між прибережними селищами Пахі та Кінета.

## Географія

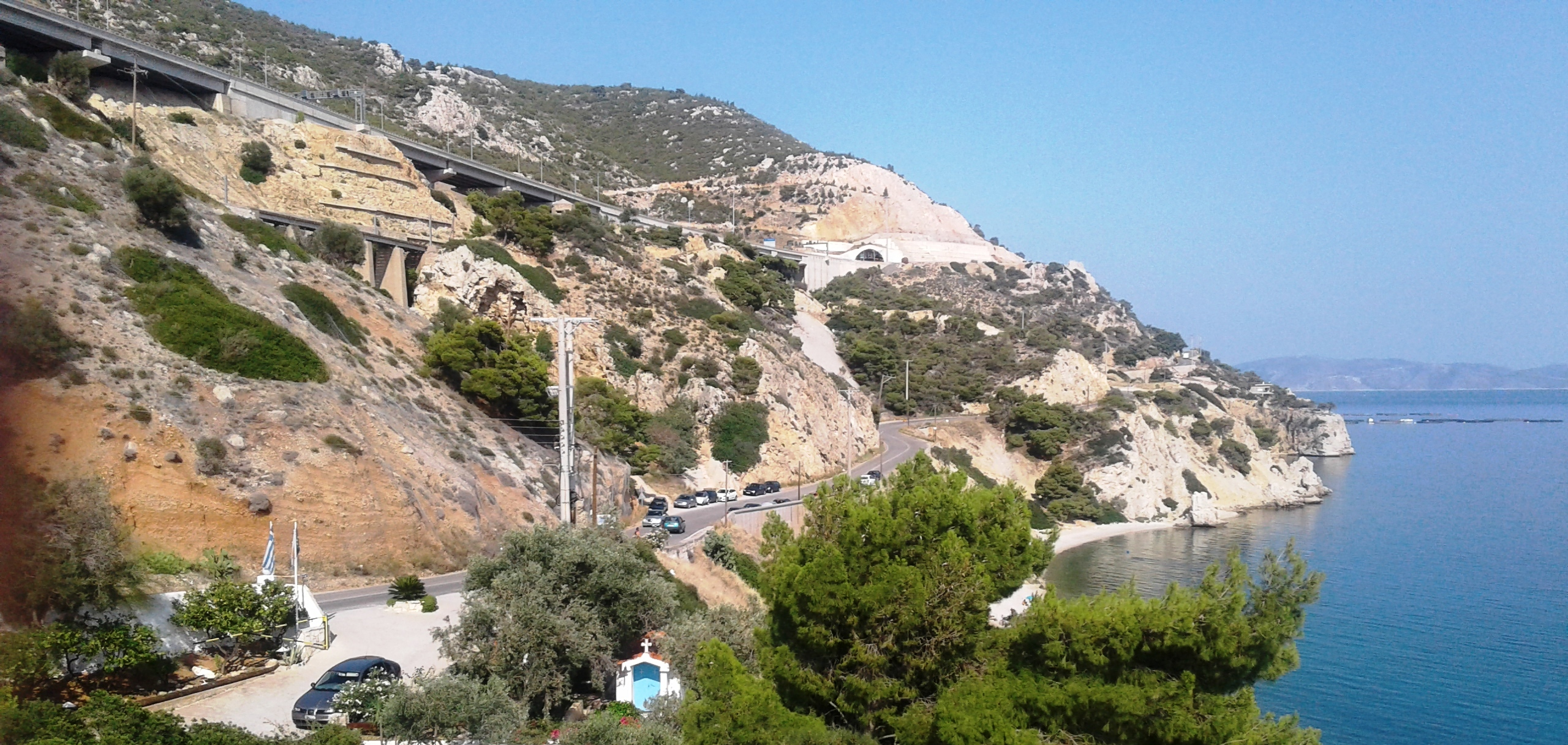
Какія Скала. Вид на скелю Молуріда

Крутий скелястий берег, що має назву Какія Скала, сформований південно-східними отрогами гірського пасма Геранія. Відтак прибережний шлях в цьому місці звужується і йде краєм урвища. З давніх часів ці скелі вважали природним бар'єром між Пелопоннесом і Центральною Грецією. В 1999—2006 роках при прокладанні нової Олімпійської автотраси тут були збудовані п'ять тунелів (три великих в напрямку Коринфа і два маленьких в напрямку Афін). 

## Історія та міфологія
У давнину місцевість мала назву Скіронових скель (дав.-гр. Σκιρωνίδες πέτρες) — на честь мегарського царя або ж його тезки — полемарха. Павсаній стверджує, що саме полемарх збудував дорогу увздовж моря, якою можна було пройти пішки.
В афінському міфологічному цікл місцевість пов'язували з іменем однойменного розбійника, озброєного сокирою, який грабував подорожніх, примушуючи їх мити йому ноги. Коли жертви нагиналися — розбійник зіштовхував їх у море, де нещасних зжирала черепаха. Розбійника Скірона нібито вбив Тесей, скинувши його у море. Можливо, в цьому міфі збереглися згадка про боротьбу афінян з мегарцями за панування над шляхом до Пелопоннесу.
Найзахідніша зі скель мала назву Молуріда (дав.-гр. Μολουρίδα, досл. «сарана»). З неї, за легендою, кинулася в море Іно разом із молодшим своїм сином Мелікертом, перетвореним згодом на бога Палемона. Саме тому Молуриду вважали присвяченою Палемону і Левкотеї.
Скіронові скелі також вважалися місцем загибелі Еврістея (за іншою версією він загинув на полі бою під Марафоном) — від руки Іолая або ж Гілла.
За повідомленнями Павсанія над Скіроновими скелями знаходився храм Зевса Афесія, а ближче до берега — святилище Аполлона.
За правління імиператора Адріана дорога через Скіронові скелі була розширена і стала проїжджею.